# دروس مع كيارستمي
دروس مع كيارستمي هو كتاب كتبه عباس كيارستامي ، حرره بول كرونين، وبمقدمة من المخرج البريطاني الشهير مايك لي. نُشر الكتاب باللغتين الإنجليزية والفارسية في نفس الوقت، قبل وفاة كيارستمي بفترة وجيزة. تم استخلاص النص من ملاحظات كرونين التي أجراها في سلسلة من ورش العمل حول العالم، بقيادة كيارستمي، وهو مكتوب بضمير المتكلم، من وجهة نظر كيارستمي، ويوضح بالتفصيل أساليب عمله ونهجه في السينما الشعرية. صدر كتاب "دروس مع كيارستمي" بالتزامن مع مجلدات مختلفة من الترجمات الإنجليزية لشعر كيارستمي، بما في ذلك "في ظل الأشجار". نُشرت ترجمة تركية وترجمة صينية مبسطة للكتاب في عام 2017، وترجمة صينية معقدة في عام 2018.

## المقدمة
يكتب مايك لي: "ها هو ذا، واحد من أعظمنا جميعًا، مبتكر وأستاذ الملحمة البسيطة، صاحب الرؤية الذي رفع سينما الإنسانية إلى مستوى غير مسبوق من النقاء، المعلم المتردد الذي يواجهك بتواضع بحقائق عميقة للغاية لدرجة أنها ستعميك ببصيرتها المضيئة، المحرض الفاحش ذو القدرة المبهجة على الإدلاء بتصريحات حول أفكاره وأساليبه التي ستصدمك لدرجة أنك من المرجح أن تصرخ بصوت عالٍ، وإن كان بفرح".

## الاستقبال
يكتب خبير السينما الإيراني غودفري تشيشاير: "بصفتي شخصًا محظوظًا بمعرفة عباس كيارستمي وتبادل أحاديث مطولة معه عن السينما، لطالما تمنيتُ لو أتيحت الفرصة نفسها لمعجبين آخرين بأعماله - أو أي شخص يحب السينما - للاستماع إليه وهو يتحدث بإسهاب عن الفن الذي كان يجيده. ومن بين من شاركوا هذه التجربة الآسرة طلابٌ حضروا ورش العمل التي أقامها حول العالم على مدى عقدين من الزمن قبل وفاته المفاجئة عام 2016. حضر الكاتب والمخرج بول كرونين العديد من هذه الجلسات، وسجل كلمات كيارستمي، وجمعها في كتاب متقن التنظيم، يتناول حرفة صناعة الأفلام وفقًا للمخرج الإيراني. هذه الدروس في كثير من الأحيان عملية للغاية، ويمكن أن تُرشد أي مخرج مبتدئ. كما أنها تُمثل فلسفة شاملة لصناعة الأفلام، تُلقي الضوء بلا نهاية على أعمال أحد أعظم الشعراء الإنسانيين في السينما. إنها كنزٌ حقيقي."

## طالع أيضًا
- عباس كيارستمي: تقرير [الإنجليزية]

## روابط خارجية
- دروس مع كيارستمي[وصلة مكسورة]